# San Lorenzo (metropolitana di Madrid)
San Lorenzo è una stazione della linea 4 della metropolitana di Madrid.
Si trova sotto all'Avenida de la Barranquilla, nel distretto di Hortaleza.

## Storia
La stazione fu aperta al pubblico il 15 dicembre 1998, in corrispondenza dell'ampliazione della linea 4 dalla stazione di Mar de Cristal a quella di Parque de Santa María.

## Accessi
Vestibolo San Lorenzo
- Avda. Barranquilla, pares: Avenida de la Barranquilla pari (angolo con Calle de Baranoa 2)
- Avda. Barranquilla, impares: Avenida de la Barranquilla 11
- Ascensor: Avenida de la Barranquilla 9